# Ngawi (plaats)
Ngawi is een bestuurslaag in het regentschap Ngawi van de provincie Oost-Java, Indonesië. Ngawi telt 2637 inwoners (volkstelling 2010).